# Англомания

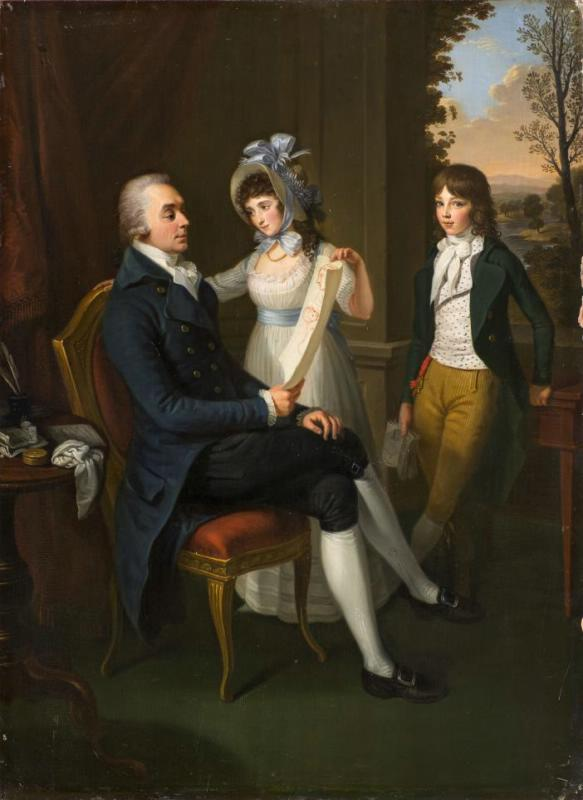
Семейство Воронцовых было известно своей англоманией

Англомания — страстное почтение (со стороны преимущественно неангличан) ко всему английскому (будь то искусство, литература, история и т. д. и т. п.), которое выражается в желании всячески подражать быту англичан и возвеличивать его над бытом остальных народов. Также выражается в увлечении английским языком, проявляясь в массовых заимствованиях из него, таким образом выходя за рамки собственно английской культуры, поскольку английский язык распространён не только в Англии.

## Зарождение и распространение
На фоне культурной ориентации Европы и России в XVIII — начале XIX века на Францию (и преобладающей галломании высшего общества) англомания была строго маркированным, заметным элитарным явлением. К числу англоманов относились некоторые влиятельные политические деятели (например, Виктор Кочубей), представители дипломатического корпуса — например, князь Иван Барятинский, Александр Завадовский (прозванный «Англичанином»), близкие к дипломатическим кругам Пётр Козловский и Михаил Воронцов (выросший в семье русского посла в Британии). Идеи англомании были достаточно популярны и на флоте. Поклонниками Англии и её традиций был ряд видных адмиралов — Павел Чичагов, Николай Мордвинов и др.

## В России
Феномен англомании стал развиваться в России как альтернатива увлечению Францией с конца XVIII века. Основными носителями и популяризаторами английской традиции являлись представители высшей знати, побывавшие в Англии по военно-морским или дипломатическим делам. Один из русских бар-англоманов (Григорий Муромский) описан Пушкиным в повести «Барышня-крестьянка».
Во второй половине XIX века, в связи с установлением связей между высшей аристократией Германии и России с одной стороны и викторианской Великобританией с другой стороны, англомания в России получила большее распространение. Помимо Российской империи другими знаковыми центрами англомании в Европе выступали Австрийская империя (с 1867 года — Австро-Венгрия) и Пруссия.
Увлечение англоманией нашло отражение и в советской культуре. Так, не последнюю роль в решении режиссёра Игоря Масленникова начать работу над телевизионной эпопеей о приключениях Шерлока Холмса и доктора Ватсона сыграл его интерес к английской культуре. Игорь Масленников характеризовал работу над лентой и созданные в ней образы как «игру в англичанство».

## Во Франции
С XI до середины XVIII века французская культура оказывала очень сильное влияние на английскую. Поэтому французская интеллигенция в целом в этот период относилась к английской с безразличием, граничившим с англофобией. После победы в войне за североамериканские колонии, английская культура значительно укрепила свои позиции. В эпоху просвещения французские интеллектуалы стали всё чаще обращаться к трудам своих английских собратьев. К концу XIX века англомания Франции стала набирать обороты, охватив к концу века французскую аристократию и буржуазию.
В этот период, чтобы отдать дань моде на всё английское, даже многие исконно французские блюда получают в массовой французской культуре вымышленные английские названия: так, обычная мясная нарезка, по-французски называемая ассортимент («assiette assortie») получила название английского блюда («assiette anglaise»).
После Второй мировой войны многие франкоязычные сообщества охватила американофилия, которая тесно переплеталась с англоманией в силу языковых и культурных связей между этими двумя феноменами. Ряд французских, а также квебекских политиков и интеллектуалов, однако, начали очень негативно относиться к данному феномену. Как противовес массовой англомании во Франции был принят закон Тубона, а в Kвебeке — Хартия французского языка.

## В США
В США распространены термины «англофил» (англ. Anglophile) и «англоман» применительно к американцам (в основном из Новой Англии и других восточных штатов, но не только), поддерживающим связи с Британией и придерживающимся британских моделей в культуре и быту. Многие из них переезжали в Британию или принимали британское подданство. Из известных американцев это Генри Джеймс, Томас Элиот, Говард Ф. Лавкрафт, Мадонна, Стэнли Кубрик, Квентин Тарантино.

## Известные англофилы XIX—XXI веков
- Марсель Пруст[1][2]
- Александр Бенкендорф
- Станислав Поклевский-Козелл
- Евгений Замятин
- Князь Иван Барятинский
- Князь Феликс Юсупов
- Владимир Набоков
- Джозеф Патрик Кеннеди-ст.
- Ги Молле
- Джон Ф. Кеннеди
- Мишель Дебре
- Михаил Любимов
- Василий Ливанов
- Франсуа Фийон
- Паоло Ди Канио
- Борис Гребенщиков